# Samba (Burkina Faso)
Samba è un dipartimento del Burkina Faso classificato come comune, situato nella Provincia di Passoré, facente parte della Regione del Nord.
Il dipartimento si compone del capoluogo e di altri 22 villaggi: Basbédo, Basgouèma, Bastioua, Batono, Bouré, Dakola, Ilialé, Itian, Kao, Kassila, Kies, Koulwéogo, Kourono, Koussana, Manezago, Mesga, Ouaguissi, Pella, Rouly, Somyalguem, Thebo e Toessin.